# Старый Кривец
Старый Кривец — село в Новозыбковском городском округе Брянской области.

## География
Находится в западной части Брянской области на расстоянии приблизительно 16 км на восток по прямой от районного центра города Новозыбков.

## История
Возникло в XVII веке. В 1859 году здесь (село Новозыбковского уезда Черниговской губернии) было учтено 92 двора, в 1892—199. До 1930-х годов существовала Троицкая церковь (не сохранилась). До 2019 года являлось административным центром Старокривецкого сельского поселения Новозыбковского района до их упразднения.

## Население
Численность населения: 735 человек (1859 год), 1128 (1892), 681 человек в 2002 году (русские 96 %), 569 в 2010.